# Lass dein Glück nicht ziehen
Yeh Jawaani Hai Deewani (wörtlich übersetzt: „Diese Jugend ist verrückt“), deutscher Titel Lass dein Glück nicht ziehen, ist eine indische romantische Filmkomödie aus dem Jahr 2013. Regie führte Ayan Mukherjee, produziert wurde der Film von Dharma Productions. Die Hauptrollen spielen Ranbir Kapoor und Deepika Padukone.

## Handlung
Naina kann ihr langweiliges Streber-Dasein nicht mehr ertragen und beschließt kurzerhand mit ihrer alten Schulfreundin Aditi und deren Kumpels auf eine Trekking-Tour mitzukommen. Während sie auf dieser Reise richtig aufblüht, verliebt sie sich auch noch in den abenteuerlustigen Frauenschwarm Bunny. Da dieser sie zwar mag, jedoch nur an der großen weiten Welt und nicht an einer festen Bindung interessiert ist, versucht sie ihre Liebe vor ihm geheim zu halten. Als sie sich erst viele Jahre später auf Aditis Hochzeit wiedersehen, ist alles wie früher. Mit einer Ausnahme: Diesmal scheint es wohl auch Bunny nicht mehr kalt zu lassen.

## Hintergrund
In Lass dein Glück nicht ziehen sind Ranbir Kapoor und Deepika Padukone in den Hauptrollen zu sehen. Es ist nach Bachna Ae Haseeno – Liebe auf Umwegen aus dem Jahr 2008 der zweite Film, in dem die beiden zusammen zu sehen sind. Aditya Roy Kapur und Kalki Koechlin spielen in den Nebenrollen. Madhuri Dixit ist in diesem Film in dem Lied Ghagra zusammen mit Ranbir Kapoor zu sehen. 
Ursprünglich sollte Yeh Jawaani Hai Deewani im März 2013 in Indien veröffentlicht werden, doch der Film wurde offiziell am 31. Mai 2013 veröffentlicht. Bei der Freigabe erhielt der Film positiv-gemischte Kritiken und war ein großer Kassenerfolg.
Am 20. Juli 2014 lief Yeh Jawaani Hai Deewani in gekürzter Fassung das erste Mal auf RTL II. Die Einschaltquoten lagen unter dem Durchschnitt.

## Synchronisation
Die deutsche Synchronfassung wurde anlässlich der DVD-Veröffentlichung am 29. November 2013 im Auftrag des deutschen Filmlabels Rapid Eye Movies angefertigt.
| Darsteller       | Rolle                | Synchronsprecher         |
| ---------------- | -------------------- | ------------------------ |
| Ranbir Kapoor    | Kabir „Bunny“ Thapar | Marcel Collé             |
| Deepika Padukone | Naina Talwar         | Annina Braunmiller       |
| Kalki Koechlin   | Aditi Mehra          | Anne Helm                |
| Kunaal Roy Kapur | Aditi's Ehemann      | Gerrit Schmidt-Foß       |
| Madhuri Dixit    | Mohini               | Claudia Urbschat-Mingues |

## Musik
Der Soundtrack und die Hintergrundmusik wurde von Pritam zusammengesetzt, mit Texten von Amitabh Bhattacharya und Kumar. Der komplette Soundtrack wurde am 29. April 2013 veröffentlicht.
| #  | Titel                            | Sänger/in                         | Länge |
| -- | -------------------------------- | --------------------------------- | ----- |
| 1  | Badtameez Dil                    | Benny Dayal, Shefali Alvares      | 04:12 |
| 2  | Balam Pichkari                   | Vishal Dadlani, Shalmali Kholgade | 04:49 |
| 3  | Ilahi (Reprise)                  | Mohit Chauhan                     | 03:33 |
| 4  | Kabira                           | Rekha Bhardwaj, Tochi Raina       | 03:43 |
| 5  | Dilli Wali Girlfriend            | Arijit Singh, Sunidhi Chauhan     | 04:20 |
| 6  | Subhanallah                      | Sreeram, Shilpa Rao               | 04:09 |
| 7  | Ghagra                           | Vishal Dadlani, Rekha Bhardwaj    | 05:04 |
| 8  | Kabira (Encore)                  | Arijit Singh, Harshdeep Kaur      | 04:29 |
| 9  | Ilahi                            | Arijit Singh                      | 03:52 |
| 10 | Yeh Jawaani Hai Deewani (Mashup) | DJ Chetas                         | 03:52 |

## Kritiken
„An "Yeh Jawaani Hai Deewani" ist eigentlich nichts neu. Es gibt etliche indische Filme, bei denen gestandene Akteure ihre jungen Ebenbilder spielen - ausgeflippt und unbekümmert - und im Verlauf der Handlung müssen sie lernen, Verantwortung im Leben und der Liebe zu übernehmen. Die Mär vom gesitteten Erwachsenwerden eben. Regisseur Ayan Mukherjee knöpft sich dies in seinem ersten Film nach dem gelungenen Erstling Wake Up Sid aber mit einiger Energie an und kann auf eine vorzügliche Besetzung zählen. Aus einem potentiellen Routinefilm wird so gelungene Unterhaltung, die an den Kinokassen heftig einschlug.“

„Bollywood-Liebesfilm nach bewährten Mustern, inszeniert mit ansteckendem Elan, attraktiven Landschaftsbildern und sympathischen Darstellern.“